# Legea absorbției
În algebră, legea absorbției reprezintă proprietatea unei perechi de operații {\displaystyle f,g:M\times M\longrightarrow M,\!} notate {\displaystyle f(x,y)=x\circ y\!} și {\displaystyle g(x,y)=x\perp y,\!} astfel încât pentru orice {\displaystyle x,y\in M\!}:
{\displaystyle x\circ (y\perp x)=x\!}
{\displaystyle x\perp (y\circ x)=x.\!}
Într-o latice, conjuncția și disjuncția au proprietatea de absorbție.
În corpul numerelor reale, înmulțirea și împărțirea nu au această proprietate.